# Alfred Amonn

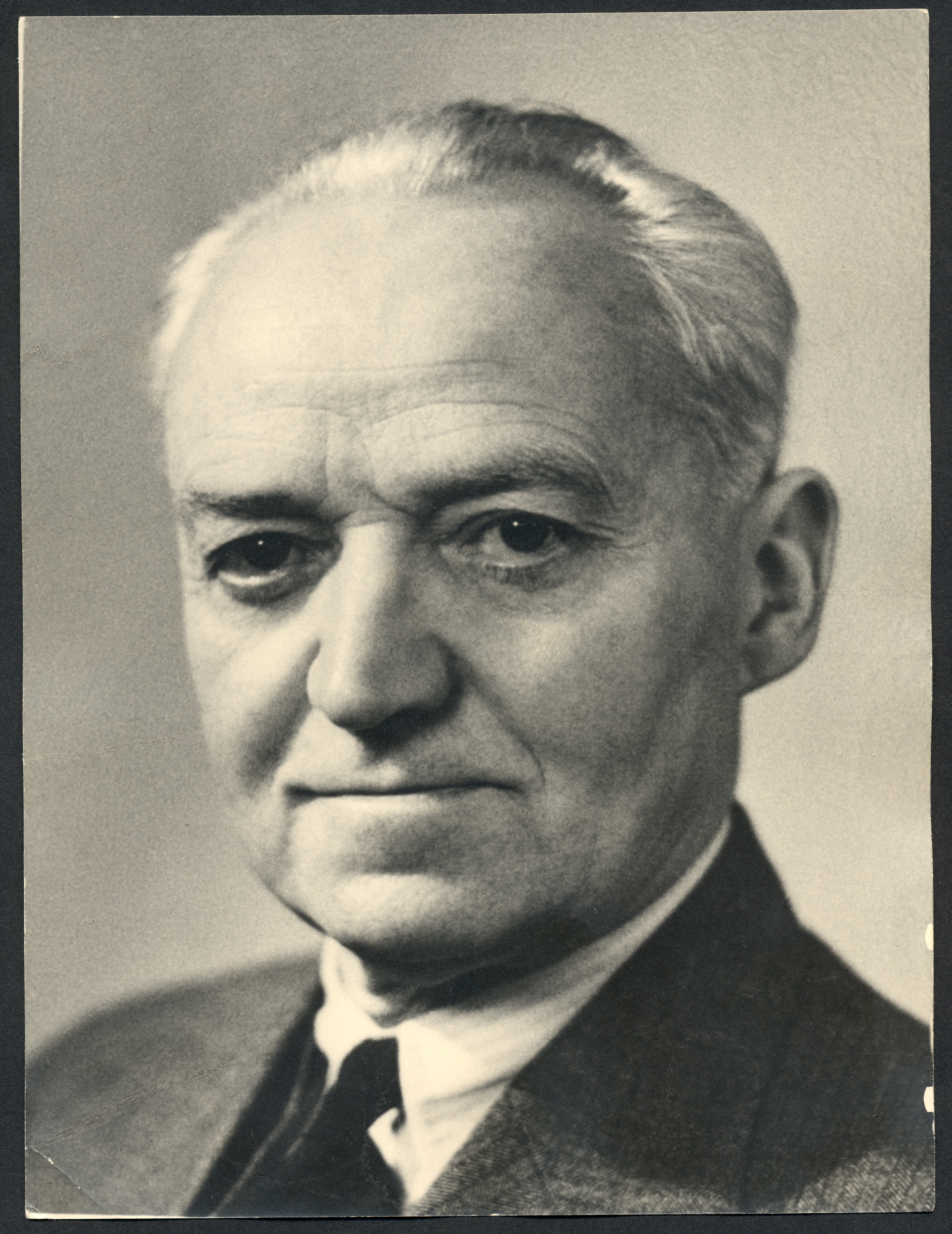
Alfred Amonn

Alfred Amonn (* 1. Juni 1883 in Bruneck, Südtirol; † 2. November 1962 in Bern) war ein österreichischer Nationalökonom.

## Leben
Amonn studierte in Innsbruck und Wien Recht und Nationalökonomie. 1907 promovierte er zum Dr. iur. et rer. pol., 1910 erfolgte seine Habilitation.
Im selben Jahr ging er als außerordentlicher Professor nach Freiburg (Schweiz), wo er zwei Jahre lang lehrte. 1912 ging er in das damals noch österreichische Czernowitz. 1920 folgte er dem Ruf an die Deutsche Universität in Prag. 1926 bis 1929 war Amonn als Gastprofessor in Tokio. Nach seiner Rückkehr in die Schweiz bekleidete er bis zu seiner Emeritierung 1953 das Amt des Ordinarius für theoretische Nationalökonomie und Finanzwissenschaften an der Universität Bern. 1949/50 war Amonn zudem Rektor der Universität. Unter seiner Leitung wurde der volkswirtschaftliche Lehrstuhl in einen Stuhl für theoretische Nationalökonomie und in einen für praktische Nationalökonomie aufgeteilt, er war Ordinarius des Lehrstuhls für theoretische Nationalökonomie.

## Wirken
Amonn war korrespondierendes Mitglied der Bayerischen sowie der Österreichischen Akademie der Wissenschaften. Zudem wirkte er als Gutachter und Mitarbeiter in diversen Expertenkommissionen, während aber auch nach seiner Lehrtätigkeit, mit. Auch mit seinen Publikationen nahm Amonn stets Einfluss auf die Wirtschaftspolitik der Schweiz.
Amonns Hauptaugenmerk lag auf dem Verknüpfen der seinerzeit bedeutendsten Strömungen (Wiener Schule, Grenznutzentheorie, Lausanner Schule) im Bereich der Nationalökonomie.

## Werke (Auswahl)
- Objekt und Grundbegriffe der theoretischen Nationalökonomie. Wien; Leipzig: Franz Deuticke 1911
- Ricardo als Begründer der theoretischen Nationalökonomie. Jena: Fischer 1924
- Grundzüge der Volkswirtschaftslehre, Bd. 1: Der Prozess der Wohlstandsbildung. Die Volkswirtschaft. Deskriptive und theoretische Volkswirtschaftslehre. Jena: Fischer 1926
- Volkswirtschaftliche Grundbegriffe und Grundprobleme. Jena: Fischer 1938
- Wirtschaftspolitik auf Irrwegen. Frankfurt a. M.: Knapp 1958